# Caroline Webster Schermerhorn Astor
Caroline Webster «Lina» Schermerhorn Astor (Nova York, 22 de setembre de 1830 - 30 d'octubre de 1908) va ser una destacada socialite estatunidenca de la segona meitat del segle XIX que va dirigir els Quatre-cents. Famosa per ser anomenada més endavant com «Sra. Astor», va ser l'esposa del navegant William Backhouse Astor Jr. Van tenir cinc fills, inclòs el coronel John Jacob Astor IV, que va morir el RMS Titanic. A través del seu matrimoni, va esdevenir un membre destacat de la família Astor i matriarca de la línia masculina dels Astor estatunidencs.

## Primers anys

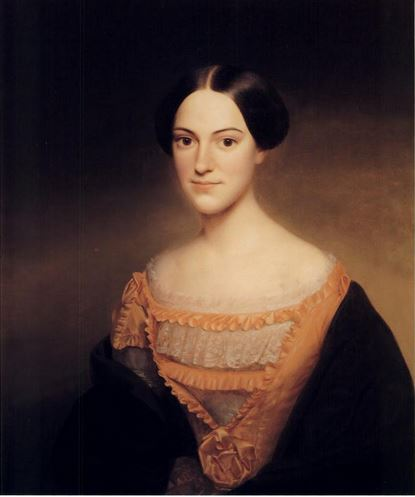
Retrat de Caroline Webster Schermerhorn el 1860

Caroline Webster Schermerhorn, anomenada «Lina», va néixer el 22 de setembre de 1830 en una família acabalada que formava part de l'aristocràcia holandesa de la ciutat de Nova York, descendents dels colons originals de la ciutat. El seu pare, Abraham Schermerhorn (1783–1850), i la resta de la família eren navegants. En el moment del naixement de Lina, la fortuna d'Abraham es calculava en mig milió de dòlars. La seva mare era Helen Van Cortlandt Schermerhorn (1792–1881), cognomenada White de soltera. Lina va ser la novena filla de la parella. La seva germana gran Elizabeth es va casar amb el general James I. Jones, propietari d'una gran granja a l'alt Manhattan anomenada Jones's Wood.
Els seus avis materns eren Henry White i Anne White, de soltera Van Cortlandt, mentre que els seus avis paterns eren Peter Schermerhorn i Elizabeth Schermerhorn, de soltera Bussing. Entre la seva extensa família hi havia el cosí germà, William Colford Schermerhorn, el pare d'Annie Schermerhorn Kane, esposa de John Innes Kane, besnét de John Jacob Astor.
En el moment del seu naixement, la seva família vivia al número 1 de Greenwich Street, a prop del Bowling Green, però el creixement demogràfic i la creixent urbanització del baix Manhattan a la dècada de 1830 van fer que la seva família es traslladés més al nord, al 36 Bond Street, a prop de «Lafayette Place», un dels indrets més de moda de la ciutat, que va ser promoguda per l'avi patern del seu futur marit, el comerciant de pells John Jacob Astor.
La jove Lina es va educar en una escola dirigida per la senyora Bensee, una immigrant francesa. Allà va aprendre a parlar francès amb fluïdesa.

## Matrimoni i família
El 23 de setembre de 1853, es va casar amb William Backhouse Astor Jr. (1829–1892) a l'església de la Trinitat. El seu marit era el fill mitjà de l'empresari immobiliari William Backhouse Astor Sr. i de Margaret Alida Rebecca Armstrong. El seu avi patern era John Jacob Astor i els seus avis materns eren el senador John Armstrong Jr. i Alida Armstrong, filla de Robert Livingston de la família Livingston.
La família del seu marit, els Astor, havia fet fortuna inicialment amb el comerç de pells, i més tard mitjançant la inversió en béns immobles de la ciutat de Nova York. Malgrat la riquesa de la família Astor, Lina tenia un pedigrí superior com a membre d'una antiga família de Knickerbocker, és a dir, de colons holandesos originals de Manhattan del segle XVI.
El matrimoni va tenir cinc fills:
- Emily Astor (1854–1881), casada amb James John Van Alen (1848–1923), esportista i polític. Va tenir tres fills.
- Helen Schermerhorn Astor (1855–1893), casada amb James Roosevelt Roosevelt (1854–1927), diplomàtic i germà gran del futur president Franklin Delano Roosevelt. Va tenir dos fills.
- Charlotte Augusta Astor (1858–1920), casada amb James Coleman Drayton. Va tenir quatre fills. Més tard es va casar amb George Ogilvy Haig.
- Caroline Schermerhorn "Carrie" Astor (1861–1948), que es va casar amb Marshall Orme Wilson,[11] germà del banquer Richard Thornton Wilson, Jr. i la socialite Grace Graham Wilson, el 1884. Va tenir dos fills.
- John Jacob "Jack" Astor IV (1864–1912), que es va casar amb la socalite Ava Lowle Willing (1868–1958), amb qui va tenir dos fills. Més tard es va casar amb la socialite Madeleine Talmage Force (1893–1940), germana de l'empresària immobiliària Katherine Emmons Force i van tenir un fill, nascut després de la mort de John Jacob Astor IV en l'enfonsament del Titanic .

- Ferncliff, la finca rural de la família Astor a Rhinebeck, Nova York
- Beechwood, casa d'estiueig dels Astor a Newport, Rhode Island
- La casa dels Astor al número 841 de la Cinquena Avinguda, a Manhattan el 1895

## Socialite
Encara que popularment s'imaginava que estava totalment preocupada per l'«alta societat», durant les primeres dècades de la seva vida de casada, Astor es va dedicar principalment a la criança dels seus cinc fills i a dirigir la seva llar, com era típic de les dones de la seva classe a mitjans del segle XIX a Nova York. Gràcies a una herència dels seus pares, Lina tenia els seus propis diners, per la qual cosa depenia molt menys del seu marit que la majoria de les dones estatunidenques de l'època.
El 1862, ella i el seu marit van construir una casa adossada d'estil Brownstone, recentment de moda, al 350 de la Cinquena Avinguda, el lloc actual de l'Empire State. La casa estava al costat de la del germà gran del seu marit, John Jacob Astor III; les dues famílies van ser veïnes durant vint-i-vuit anys, tot i que les esposes respectives dels germans Astor no es portaven bé. Els Astors també van mantenir una gran casa d'estiueig a Newport, Rhode Island, anomenada Beechwood, que tenia una sala de ball prou gran com per encabir Els 400, els socialites de Nova York més de moda del moment. També era veïna de la família del seu germà, que vivia a Beaulieu .

### Guardiana de l'alta societat

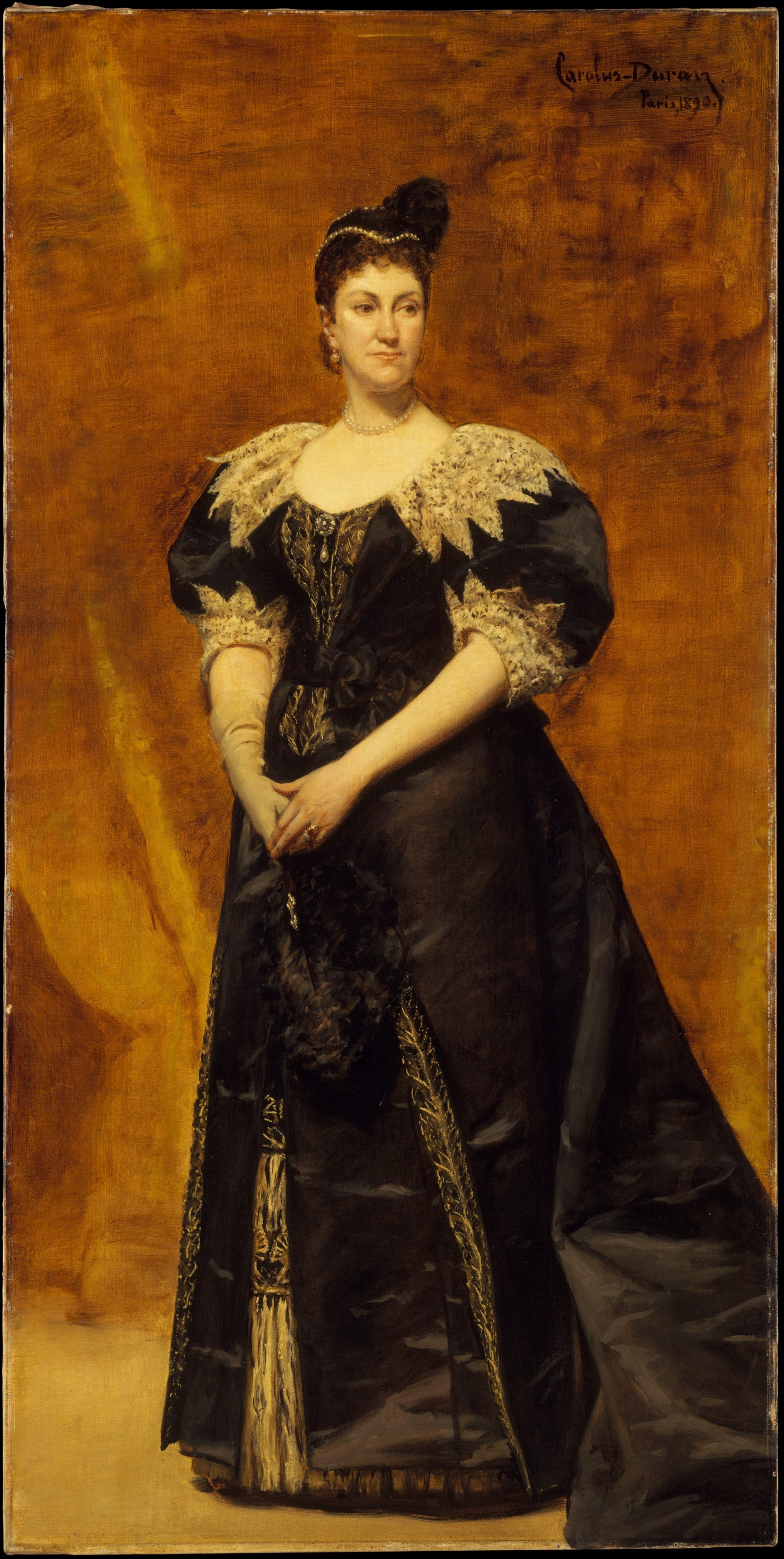
Retrat de la senyora Astor per Carolus-Duran, 1890, pintat a París i actualment conservat pel Museu Metropolità d'Art de Nova York.

Les dècades posteriors a la Guerra Civil estatunidenca van suposar un creixement gairebé exponencial de la població de Nova York, amb els immigrants i els anomenats arrivistes rics del Midwest, que van començar a desafiar el domini de l'antic poder social establert de Nova York. Amb la col·laboració de l'àrbitre social Ward McAllister, el cosí germà del qual, Samuel Cutler Ward, estava casat amb una Astor, Lina va intentar establir i codificar el comportament i l'etiqueta adequats de l'alta societat de Nova York, així com determinar qui era acceptable entre els arrivistes per a una ciutat cada cop més heterogènia. Es consideraven els campions dels diners antics i de la tradició.
McAllister va declarar una vegada que, entre les famílies molt riques de la Gilded Age de Nova York, només hi havia 400 persones que es podien comptar com a membres de la societat de moda (en anglès Fashionable Society). No va arribar, com s'escriu habitualment, a aquest número basant-se en les limitacions del saló de ball de la ciutat de Nova York de la senyora Astor. McAllister va referir-se a ella com «la Rosa Mística»; val a dir que la manca d'interès que tenia el marit de la senyora d'Astor en els afers socials no la va aturar, sinó que va impulsar i fer créixer les seves activitats socials, que van augmentar d'intensitat a mesura que els seus fills es feien grans.
Lina va ser la principal autoritat de l'«aristocràcia» de Nova York a finals del segle xix. Va organitzar festes ornamentades i elaborades per a ella i per a altres membres de l'elit de Nova York. No es permetia l'assistència de ningú que no tingués una targeta de visita oficial de la senyora Astor. Els grups socials de Lina estaven dominats per dones «aristocràtiques» de voluntat forta. Aquestes tertúlies es basaven en un luxe i una publicitat desmesurats. Més que a les reunions en si, es va donar molta importància al grup com a cim de l'elit de la ciutat de Nova York. Per tant, ella i les seves dames representaven el «grup aristocràtic» o els «diners vells» (o antics), mentre que, per exemple, la família Vanderbilt, recentment enriquida, va establir una nova onada de «diners nous».

### Relació amb els Vanderbilt

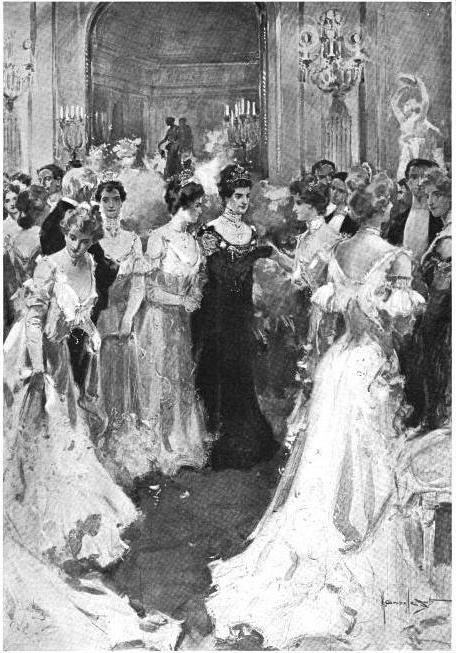
Caroline Schermerhorn Astor i els seus convidats en un ball de la ciutat de Nova York el 1902

Astor va haver de mantenir relació amb els Vanderbilt, membres de la socialite de Nova York a través de la immensa fortuna que la família havia guanyat; no havien heretat els diners, un tipus de riquesa que molestava a Astor i el seu grup. Lina trobava desagradable els diners que procedien dels negocis del ferrocarril. Per aquest motiu, es va mostrar reticent a convidar als seus actes socials a les dones de la família Vanderbilt. El 1883, però, Astor es va veure obligat a reconèixer formalment a la rica socialite Alva Erskine Smith, primera esposa del criador de cavalls i gerent del ferrocarril William Kissam Vanderbilt, proporcionant així als Vanderbilt, uns nous rics, l'entrada als escalafons més alts de la societat.
Una llegenda sovint repetida a Nova York diu que Alva Vanderbilt havia planificat un elaborat ball de disfresses per a la inauguració de casa seva, amb entreteniments oferts per joves figures de la societat, però a l'últim moment va notificar a la jove Caroline Astor, filla menor de Lina, que no podia participar-hi perquè Astor no va avisar formalment els Vanderbilt. També és probable que Astor hagués posat la vista en l'augment del perfil social de la família Vanderbilt, liderada per Alva i Willie i, considerant-los com a aliats útils en els seus esforços per mantenir l'exclusivitat de la societat de Nova York, es posés en contacte formalment als Vanderbilt abans del fastuós ball d'Alva, al qual la mateixa Astor va assistir en persona. Posteriorment, els Vanderbilt van ser convidats al ball anual de la senyora Astor, que va convertir-se en un reconeixement formal de la seva plena acceptació a l'escalafó superior de la societat de Nova York.

### Ús de «Sra. Astor»
Fins al 1887, Lina Astor havia estat coneguda formalment com la «senyora de William Astor», però aquell any va morir Charlotte Augusta Gibbes, raó per la qual va escurçar el seu títol formal a «Sra. Astor», ja que llavors va passar de ser la més gran de les senyores Astor a l'única de la seva generació. El fill de Charlotte, William Waldorf Astor, va pensar que la seva pròpia dona, Mary Dahlgren Paul, havia de ser la senyora Astor. Amb la mort de John Jacob Astor III el 1890, William Waldorf Astor havia heretat la part del seu pare de les propietats d'Astor i, titular, es va convertir en el cap de la família Astor. Mentalment per a ell, això va convertir la seva esposa en la senyora Astor. Tanmateix, Mary era divuit anys més jove que la Lina i no tenia el poder social de Lina. Els seus intents posteriors de desafiar la preeminència de Lina a la societat de Nova York van frustrar-se i aviat es va traslladar amb la seva família a Anglaterra, on més tard es va convertir en vescomte.

### Hotel Waldorf-Astoria

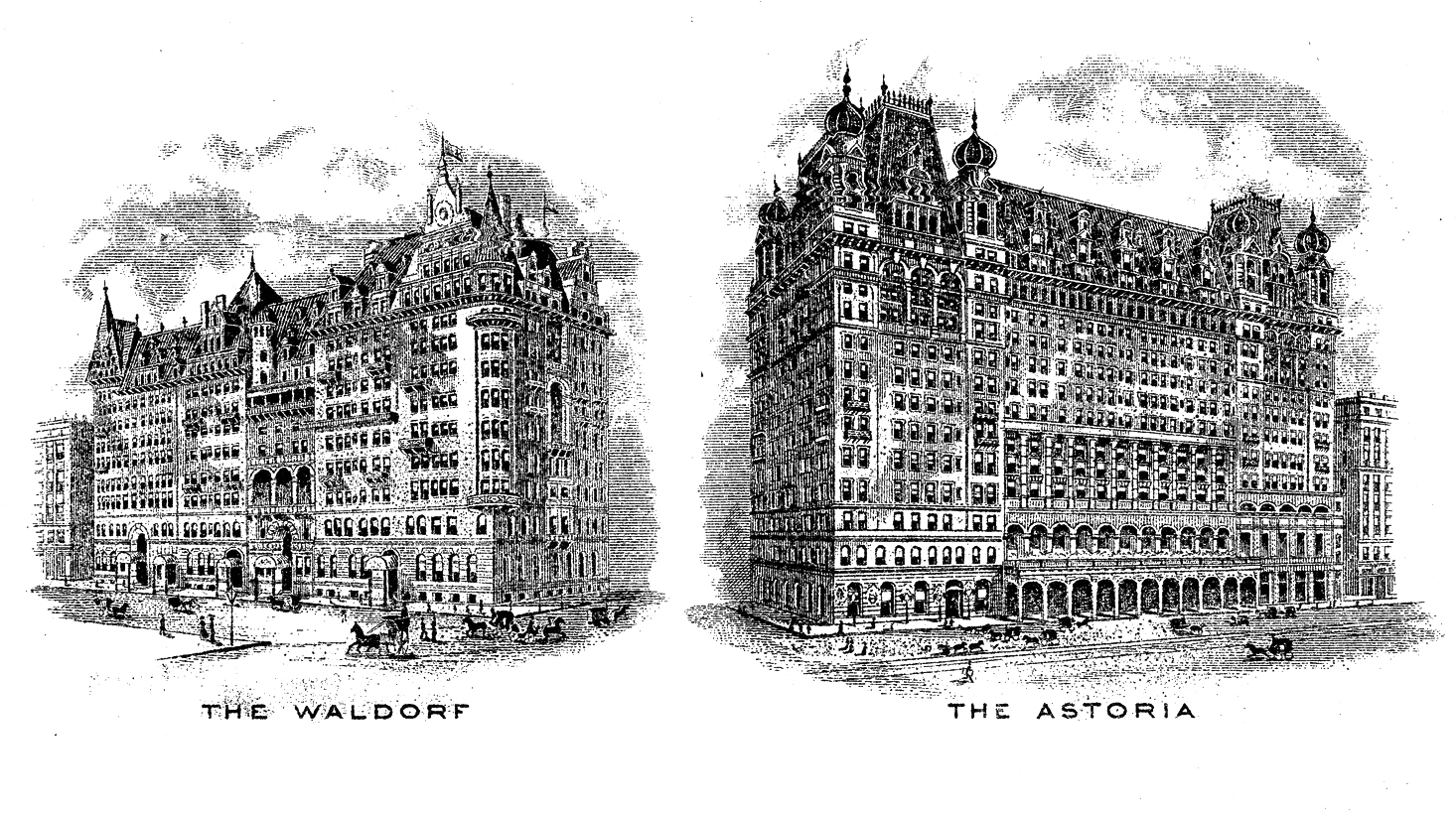
Vinyetes gravades dels hotels originals, ca. 1915

Com a represàlia per la intransigència de la seva tia, William Waldorf Astor va fer enderrocar la casa del seu pare i va substituir-la pel primer hotel Waldorf. L'hotel va ser dissenyat específicament per eclipsar la mansió de la senyora Astor, que era al costat, i a ella mateixa. L'hotel Waldorf tenia tretze pisos d'alçada i es va construir amb la forma d'un castell renaixentista alemany: per tant, no només eclipsava a Lina i casa seva, sinó també a totes les altres estructures del barri. La senyora Astor va dir sobre l'hotel: «Hi ha una taverna glorificada al costat».
L'opulència de l'hotel Waldorf va revolucionar com Nova York es socialitzava públicament, atès que anteriorment l'alta societat no es reunia en llocs públics, especialment als hotels. Sense ganes de viure al costat de l'última sensació i sorteig públic de Nova York, la senyora Astor i el seu fill, Jack, es van plantejar primer enderrocar la seva casa i substituir-la per quadres de lliurea. Finalment, ella i Jack van enderrocar la seva casa i van aixecar un altre hotel al seu lloc, l'Astoria, i aviat els dos hotels es van fusionar i es van convertir en l'hotel Waldorf-Astoria. En conseqüència, Astor va construir una mansió doble, una de les més grans mai construïdes a Nova York, per a ella i el seu fill. Ella va ocupar la meitat nord, al número 841 de la Cinquena Avinguda, i el seu fill va ocupar la meitat sud, el 840 de la mateixa avinguda.
La casa de la Cinquena Avinguda de la família Astor i l'hotel Waldorf-Astoria original van ser enderrocats el 1927 i el 1928 per donar lloc al Temple Emanu-El i a l'Empire State Building, respectivament.

## Mort

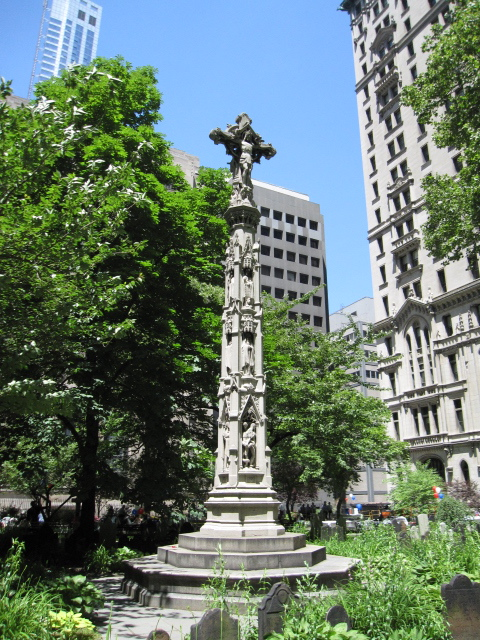
Cenotafi dedicat a Lina Astor al cementiri de l'església de la Trinitat

Quan es va traslladar a la seva nova casa davant de Central Park, a la cantonada del carrer 65, el marit de la senyora Astor havia mort, i ella vivia amb el seu fill i la seva família. Els seus últims anys va patir una demència de manera periòdica. Va morir als 78 anys el 30 d'octubre de 1908 i va ser enterrada al cementiri de l'Església de la Trinitat a l'alt Manhattan.
La seva filla petita, Carrie, va erigir un cenotafi commemoratiu d'11,9 m (39 peus) d'alçada en la seva memòria, a més de la seva parcel·la funerària a la part alta de la ciutat. La inscripció està datada AD MCMXIV i el cenotafi es troba dins del petit cementiri del cementiri de l'església a la intersecció de Broadway i Wall Street, on estan enterrats moltes de les primerenques personalitats destacades dels Estats Unides.
Després de la mort de la senyora Astor, van necessitar tres dones per ocupar el seu paper a la Societat de Nova York: Marion Graves Anthon Fish, l'esposa de Stuyvesant Fish, Theresa Fair Oelrichs, l'esposa de Hermann Oelrichs, i Alva Belmont, aleshores dona de Oliver Belmont.
La senyora Astor ha estat interpretada per Donna Murphy al drama de HBO, The Gilded Age .